# Campionati europei di ciclismo su pista 2019 - Corsa a eliminazione maschile
La gara a eliminazione maschile ai Campionati europei di ciclismo su pista 2019 si è svolta il 16 ottobre 2019 presso il velodromo Omnisport di Apeldoorn, nei Paesi Bassi.

## Podio
| Pos.    | Atleta            | Nazionalità |
| ------- | ----------------- | ----------- |
| Oro     | Elia Viviani      | Italia      |
| Argento | Bryan Coquard     | Francia     |
| Bronzo  | Filip Prokopyszyn | Polonia     |

## Risultati
| Posizione | Atleta             | Nazione       |
| --------- | ------------------ | ------------- |
| 1         | Elia Viviani       | Italia        |
| 2         | Bryan Coquard      | Francia       |
| 3         | Filip Prokopyszyn  | Polonia       |
| 4         | Matthew Walls      | Gran Bretagna |
| 5         | Rui Oliveira       | Portogallo    |
| 6         | Óscar Pelegrí      | Spagna        |
| 7         | Daniel Babor       | Rep. Ceca     |
| 8         | Lukas Rüegg        | Svizzera      |
| 9         | Sergej Rostovcev   | Russia        |
| 10        | Maximilian Beyer   | Germania      |
| 11        | Stefan Mastaller   | Austria       |
| 12        | Roman Gladyš       | Ucraina       |
| 13        | Zafeiris Volikakis | Grecia        |
| 14        | Roy Pieters        | Paesi Bassi   |
| 15        | Viktor Filutás     | Ungheria      |
| 16        | Lukáš Kubiš        | Slovacchia    |
| 17        | Raman Ramanaŭ      | Bielorussia   |
| 18        | Jules Hesters      | Belgio        |